# Alfredo Chavero
Alfredo Chavero né le 1er février 1841 à Mexico, Mexique et mort le 24 octobre 1906. Il fut un avocat, poète, dramaturge, historien, archéologue et homme politique mexicain, membre de l'Académie Mexicaine de la Langue, depuis le 22 janvier 1884.

## Œuvre
- Estudio sobre la Piedra del Sol (1875) y (1877-1903).
- Biografía de Sahagún (1877)
- Explicaciones del Códice Aubin (1890).
- Explicaciones sobre el Lienzo de Tlaxcala (1892).
- Explicaciones sobre el Códice Borgia (1900).
- Edición de Historia chichimeca de Fernando de Alva Ixtlilxóchitl (1821-1822).
- Edición de Historia de Tlaxcala de Diego Muñoz Camargo (1892).
- Premier Tome du monumental México a través de los siglos.